# Animal House (U.D.O.)
| Recensione             | Giudizio |
| ---------------------- | -------- |
| AllMusic               |          |
| Encyclopaedia Metallum | 79/100   |
| Truemetal.it           | 93/100   |

Animal House è il primo album pubblicato dal gruppo musicale heavy metal tedesco U.D.O. nel 1987.
Si tratta dell'esordio del gruppo fondato dal cantante Udo Dirkschneider, dopo che aveva lasciato gli Accept.
Il disco, registrato dall'agosto all'ottobre 1987 e prodotto da Marc Dodson, è stato pubblicato nel novembre dello stesso anno.

## Tracce
1. Animal House – 4:19
2. Go Back to Hell – 4:31
3. They Want War – 4:12
4. Black Widow – 4:29
5. In the Darkness – 4:03
6. Lay Down the Law – 3:47
7. We Want It Loud – 4:06
8. Hot Tonight – 4:37
9. Warrior – 4:12
10. Coming Home – 3:39
11. Run for Cover – 4:43

## Formazione
- Udo Dirkschneider: voce
- Mathias Dieth: chitarra
- Peter Szigeti: chitarra
- Frank Rittel: basso
- Thomas Franke: batteria